# Kommendah
Kommendah és una ciutat de Ghana al districte municipal de Komenda-Edina-Eguafo-Abrem a la Regió Central.
Fou una factoria comercial de la Costa d'Or a partir del segle xvii. Els anglesos van començar el 1632 amb la construcció d'una factoria a Kormantin que van convertir en la seva seu, i una altra en Ekki-Tekki(que era el nom indígena, anomenat Kommendah pels britànics i que els portuguesos anomenaven Aldea das Terras o Aldea de Torres; la regió de l'entorn era Eguafo, però els portuguesos li deien Acomane, del que va derivar Kommenda, a vegades Commany, també Great Commendo que volia dir "regió del rei d'Eguafo"), si bé aquesta última fou abandonada al següent any 1633. Hi haurien tornat el 1646. L'expulsió dels neerlandesos de Carolusburg a finals 1659 o principis de 1660, va tenir resposta en un bloqueig naval neerlandès de tota la Costa d'Or entre Kommendah i Kormantin, establert amb efectes molt impactants per a disgust dels britànics. Els atacs de l'almirall neerlandès Engel de Ruyter el 1664-1665 no van afectar les factories de Cape Corse i Shama, però si que va conquerir els forts de Kormantin (Cormantine, 29 de gener de 1665) i Taccarada i com que els Països Baixos no els van voler retornar (1665) va esclatar formalment la guerra que va continuar fins al tractat de Breda de 1667 quan un article del tractat reconeixia als neerlandesos Kormantin (Cormantine) i Taccarada, mentre deixava als anglesos Cape Corse, que fou reanomenada Cape Coast. Kormantin fou reanomenada Fort Amsterdam. Kommendah hauria quedat llavors pels neerlandesos que van anomenar a la fortalesa que van construir el 1682 com Fort Vredenburg. Els britànics van construir una fortalesa propera el 1687 anomenada fort Kommendah o Little Kommendah que es va acabar entre 1695 i 1698. Els britànics el van abandonar el 1816 i fou transferit als neerlandesos el 1868 pels tractat angloholandes de 1867. Quan un vaixell de l'Armada neerlandesa va entrar al port de Komenda, la població local es va resistir a la transferència de la fortalesa als neerlandesos. A través de l'ús de la força, el domini neerlandès va ser finalment establert. Entre desembre de 1869 i gener 1870, una expedició militar va ser enviat a la capital local de Kwassie-Krom. Una batalla sagnant es va produir, però els neerlandesos van aconseguir emergir com a vencedors. Va ser un victòria pírrica, ja que els continus problemes amb la població local va significar que el 6 d'abril de 1872, la totalitat de Costa d'Or Neerlandesa, va ser venuda al Regne Unit, d'acord amb els Tractats angloholandesos de 1870-71.